# Phare de Franklin Island
Le phare de Franklin Island (en anglais : Franklin Island Light) est un phare actif situé sur Franklin Island, dans le Comté de Knox (État du Maine).

## Histoire
La station de signalisation maritime a été établie en 1807 sur l'île Franklin, à 7 km au sud-ouest de Port Clyde. Le phare actuel date de 1855. La maison du gardien a été démolie en 1967 et le bâtiment à pétrole de 1895 survit mais sans son toit.La lentille Fresnel originale de 4e ordre est maintenant exposée au poste de la Garde côtière de Boothbay.
En août 1999, la Garde côtière a confié à Franklin Light Preservation la maintenance du phare. En 2001, le groupe a reconstruit le quai de la Garde côtière et construit un hélipad sur l'île afin de permettre un accès rapide au feu. En décembre 2003, le département de la protection de l'environnement du Maine a ordonné la suppression de ces améliorations, car le groupe ne disposait d'aucun permis de construire.
L'île, accessible uniquement par bateau, est interdite d'avril en juillet pour la nidification des oiseaux de mer. Elle est gérée par l'United States Fish and Wildlife Service en tant que National Wildlife Refuge.

## Description
Le phare  est une tour cylindrique en brique, avec une galerie et une lanterne de 14 m de haut, reliée à un local technique =. La tour est peinte en blanc et la lanterne est noire. Il émet, à une hauteur focale de 17 m, un éclat blanc par période de 6 secondes, jour et nuit. Sa portée est de 8 milles nautiques (environ 15 km).

## Caractéristiques dufeu maritime
Fréquence : 6 secondes (W)
- Lumière : 0.6 seconde
- Obscurité : 5.4 secondes

Identifiant : ARLHS : USA-309 ; USCG : 1-4980 - Amirauté : J0132 .

### Lien connexe
- Liste des phares du Maine